# Jakara Jackson
Jamara Garrett (Albuquerque, 9 de dezembro de 1994) é uma lutadora profissional americana. Ela é mais conhecida por sua passagem pela WWE, onde atuou no NXT sob o nome de ringue Jakara Jackson. Durante seu tempo na empresa, ela foi integrante da facção Meta-Four e formou uma dupla com Lash Legend.

## Carreira na luta livre profissional

### WWE (2021–2025)

#### Início (2021–2023)
Em agosto de 2021, Garrett participou de uma avaliação da WWE em Las Vegas, Nevada, e ganhou um contrato com a empresa. Logo, ela foi atribuída ao nome de Jakara Jackson e, em 5 de agosto de 2022, fez sua estreia no ringue em um show do NXT, formando equipe com Lash Legend em uma luta que resultou em derrota para Katana Chance e Kayden Carter. Jackson fez sua estreia televisionada no episódio de 28 de outubro do NXT Level Up, perdendo para Thea Hail. Rumo a 2023, Jackson continuou a fazer equipe com Lash Legend em shows e no NXT Level Up, principalmente em lutas que resultaram em derrotas.

#### NXT (2023–2025)
No NXT Battleground, em 28 de maio de 2023, Jackson e Legend se uniram a Noam Dar e Oro Mensah, ajudando Dar a manter sua Copa Heritage do NXT contra Dragon Lee e formando o grupo chamado The Meta-Four, estabelecendo Jackson como uma heel nesse processo. The Meta-Four entrou em uma rivalidade com Lee, que contava com o auxílio de Nathan Frazer, Valentina Feroz e Yulisa León. No NXT: Gold Rush, Jackson e Legend derrotaram Feroz e León, marcando a estreia de Jackson no NXT. No NXT The Great American Bash, a Meta-Four foi derrotada por Lee, Frazer, Feroz e León no show de abertura, encerrando a rivalidade. Em outubro, Jackson estava programada para competir no NXT Women's Breakout Tournament na primeira rodada contra Arianna Grace, mas foi retirada devido a uma fratura no pulso, sendo substituída por Brinley Reece. Apesar da lesão, ela continuou a acompanhar a Meta-Four durante suas lutas e segmentos. Jackson retornou da lesão no episódio de 16 de janeiro de 2024 do NXT, participando de uma battle royal para determinar a desafiante número um pelo Campeonato Feminino do NXT, que foi vencida por Roxanne Perez. No episódio de 27 de fevereiro, Jackson foi derrotada por Perez em sua primeira luta individual. Em 26 de março, foi anunciado que a Meta-Four seria a anfitriã do NXT Stand & Deliver. Na Semana 1 do NXT: The Great American Bash, em 30 de julho, Jackson e Legend não conseguiram derrotar The Unholy Union (Alba Fyre e Isla Dawn) pelo Campeonato de Duplas Femininas da WWE; antes da luta, Jackson e o resto da Meta-Four se tornaram faces quando Oro Mensah começou uma rivalidade com Ethan Page, que o atacou, assim como Noam Dar, nos bastidores em maio.
No episódio do SmackDown em 11 de outubro, Jackson e Legend fizeram sua estreia no plantel principal, onde desafiaram sem sucesso as campeãs de duplas femininas da WWE, Bianca Belair e Jade Cargill, pelo título. Dias depois, no episódio do Raw em 14 de outubro, elas apareceram novamente no plantel principal, onde custaram a Damage CTRL (Iyo Sky e Kairi Sane) sua luta pelo Campeonato de Duplas Femininas da WWE, interferindo do lado de fora do ringue. No episódio do NXT em 22 de outubro, Jackson e Legend enfrentaram Damage CTRL em uma luta que terminou sem resultado após a interferência de Chelsea Green e Piper Niven. No episódio seguinte do SmackDown, os gerentes gerais das três marcas anunciaram que Belair e Cargill defenderiam seus títulos contra Legend e Jackson, Sky e Sane, e Green e Niven em uma luta fatal four-way de duplas no Crown Jewel, onde Belair e Cargill mantiveram seus títulos.
No episódio de 29 de abril de 2025 do NXT, o grupo Meta-Four apareceu em um segmento nos bastidores onde anunciaram, em comum acordo, a dissolução da facção, citando o foco em carreiras individuais como motivo. Em 2 de maio, Jakara Jackson foi dispensada da WWE.

### Total Nonstop Action Wrestling (2025)
No Sacrifice, em 14 de março de 2025, Jakara Jackson e Lash Legend fizeram sua estreia na Total Nonstop Action Wrestling (TNA), aparecendo após a luta pelo Campeonato Mundial de Duplas das Knockouts da TNA para confrontar as novas campeãs, Ash by Elegance e Heather by Elegance.